# Congrès national (Belgique)
Pour les articles homonymes, voir Congrès national.

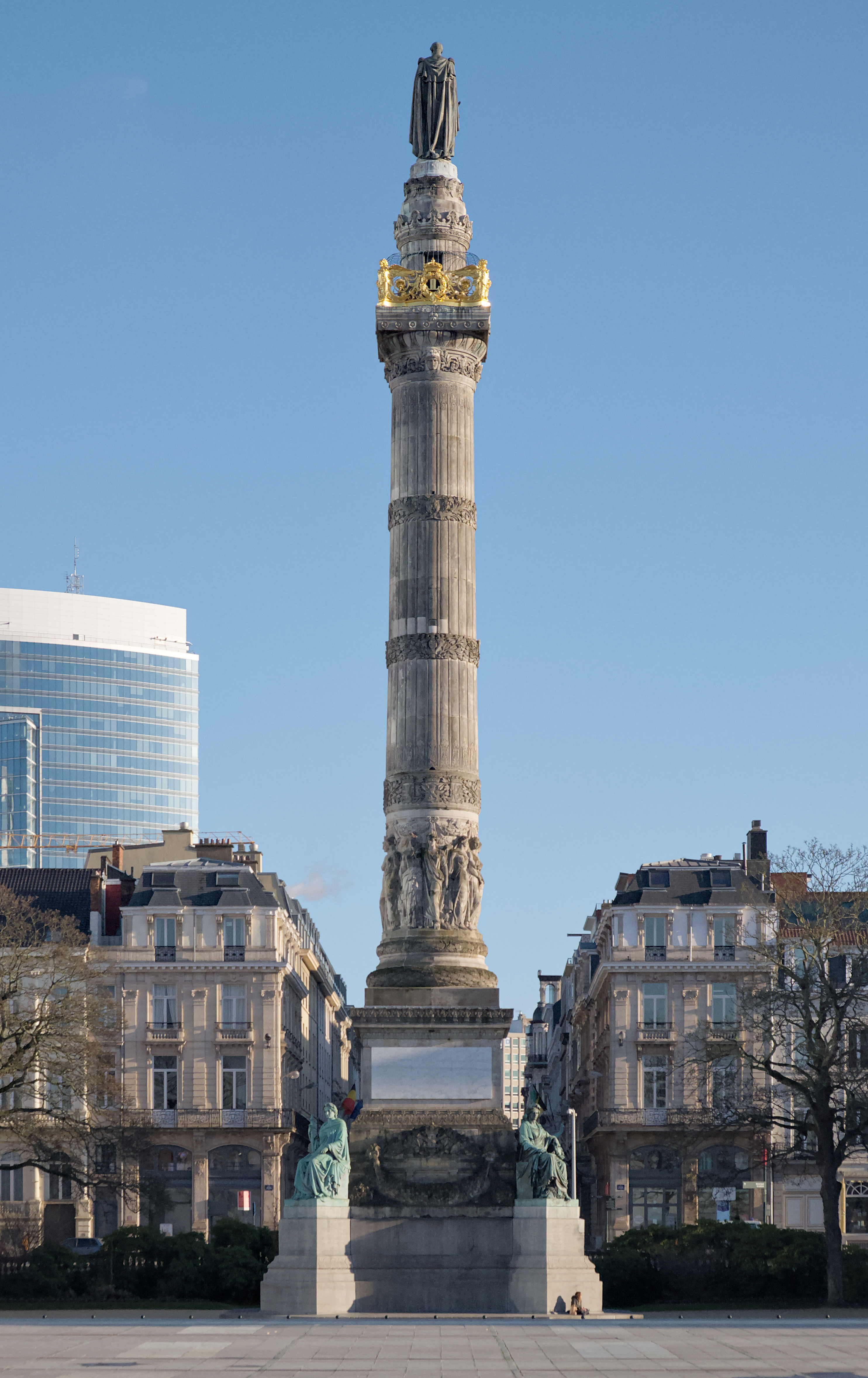
La colonne du Congrès à Bruxelles par l'architecte Joseph Poelaert.

Le Congrès national est la première assemblée législative et constituante de la Belgique, notamment chargée d'élaborer la Constitution belge. Élu en novembre 1830 au suffrage censitaire et capacitaire, il comptait deux cents membres. Il fut dissous en août 1831 et remplacé par le Parlement.

## Histoire
Le Congrès national fut élu le 3 novembre 1830, soit peu de temps après la révolution, au suffrage censitaire et capacitaire, en vertu d'un arrêté du gouvernement provisoire du 11 octobre 1830. 46 099 personnes avaient le droit de vote. Celui-ci fut accordé à la plupart d'entre eux parce qu'ils payaient un cens suffisant. Moins de dix mille personnes détenaient ce droit en vertu du critère de capacité (magistrats, ministres du culte, notaires, officiers, avocats, universitaires…). L'abstention fut de plus d'un tiers : on estime qu'il y eut trente mille votants. Le Congrès national était monocaméral.
Le Congrès national s'ouvrit le 10 novembre 1830. Louis de Potter, doyen du gouvernement provisoire qui venait d'être acclamé comme chef spirituel de la révolution belge, prononça le discours inaugural du Congrès national. Le vieux tribun parla de la liberté, des droits constitutionnels et de l'égalité devant la loi.
Les 12, 15, 17 et 18 novembre, on y débattit de la question de l'indépendance nationale. Le 18, l'assemblée confirme par un décret l'indépendance de la Belgique, déjà proclamée par le gouvernement provisoire le 4 octobre. Le 19 novembre, on discuta de la forme du gouvernement.
Par un vote du 22 novembre 1830 (174 voix contre 13), il choisit le régime de la monarchie constitutionnelle et le régime électoral censitaire tant décrié par Louis de Potter aux prémices de la révolution belge. Ce régime était diplomatiquement le seul choix possible dans une Europe qui ne comptait pas réellement d'États républicains (sauf la Suisse), de surcroît pour un pays dont l'Europe se méfiait. En outre, le choix de la monarchie selon Henri Pirenne est apparu aux congressistes comme plus « solide » que celui de la république, celle-ci apparaissant comme plus fragilisante. Le 23 novembre, on discuta de l'exclusion des Orange-Nassau et on vota le lendemain un décret leur interdisant l'exercice de tout pouvoir en Belgique.
Le 25 novembre commencèrent les discussions sur la constitution. Les 13, 14 et 15 décembre, le Congrès débattit de la question du Sénat.
Le Congrès se met alors à la recherche d'un souverain. Joseph Lebeau propose le 19 janvier 1831 Auguste de Leuchtenberg, qui décline l'offre. Le 25 janvier, cinquante-deux députés avancent la candidature du duc de Nemours. Celui-ci fut élu par le Congrès le 3 février au second tour du scrutin :
- Premier tour : 1er Louis d'Orléans, duc de Nemours (89 votes sur 191), 2e Auguste, duc de Leuchtenberg (67 votes), 3e Charles, archiduc d'Autriche, le dernier gouverneur général des Pays-Bas autrichiens (35 votes).
- Deuxième tour : 1er Louis d'Orléans, duc de Nemours (élu 97 votes sur 192), 2e Auguste, duc de Leuchtenberg (74 votes), 3e Charles, archiduc d'Autriche (21 votes)[9].

Le 7 février, le Congrès adopte la constitution.
Le roi Louis-Philippe refusa la couronne de Belgique pour son fils le 17 février 1831. L'assemblée décida alors d'élire un régent. Le 24 février 1831, le baron Érasme-Louis Surlet de Chokier fut élu ainsi choisi par 108 voix sur 156 (contre 43 voix pour le comte Félix de Mérode et 5 votes pour le baron Étienne de Gerlache).
Le 4 juin 1831, sur proposition de Joseph Lebeau, le Congrès élit Léopold de Saxe-Cobourg-Gotha comme roi des Belges (par 152 voix sur 196).
L'élection d'un roi par une assemblée élue par de simples citoyens est assez rare. Cette élection rend la monarchie belge à l'époque étrangement moderne, démocratique et même quelque peu « républicaine » selon le mot même de Pirenne.
Le 9 juillet 1831, le Congrès adopte le traité des XVIII articles.
En août 1831, le Congrès fut dissous et remplacé par le Parlement fraîchement élu.

## Liste alphabétique des membres du Congrès national
- Lactance Allard
- Joseph-Olivier Andries
- Charles Annez de Zillebroeck
- Comte Jean-Baptiste d'Ansembourg
- Comte Philippe d'Arschot Schoonhoven
- Comte Joseph de Baillet
- Jean Barbanson
- Antoine Barthélemy
- Pierre Baugniet
- Louis Beaucarne
- Nicolas Berger
- Charles de Bergeyck
- Théodore Berthels
- Félix de Béthune
- François Joseph Beyts
- Adolphe Bischoff
- André Biver
- Charles Blargnies
- Pierre Blomme
- Jacques Bosmans
- Chevalier Philippe-Joseph Boucqueau de Villeraye
- Vicomte Philippe de Bousies
- Vicomte Charles de Bousies de Rouveroy
- Jean-Baptiste Brabant
- Léopold Bredart
- Victor Buylaert
- Joseph Buyse
- Hyacinthe Cartuyvels
- Emmanuel Cauvin
- Comte Philippe de Celles
- Jean-Baptiste Claes
- Pierre Claes
- Emmanuel Claus
- Albert Cogels
- Henri Cogels
- Jean-François Collet
- Jean-Baptiste Cols
- Charles Coppens
- Louis Coppens
- Charles Coppieters-Stochove
- Feuillen de Coppin de Falaën
- Comte Ferdinand Cornet de Grez
- Philippe Corten
- Nicolas Cruts
- Pierre Dams
- Pierre David
- Gilles Davignon
- Henri Dayeneux
- Nicolas de Behr
- Charles de Brouckère
- Henri de Brouckère
- François De Coninck
- Joseph de Decker
- Eugène Defacqz
- Abbé Désiré De Haerne
- Gustave de Jonghe
- Vicomte Auguste de Jonghe d'Ardoye
- François de Langhe
- Josse Delehaye
- Louis Delwarde
- Edmond de Man
- Félix De Mûelenaere
- Jean de Neeff
- Pierre-Jean Denef
- Alexandre de Robaulx
- Charles De Roo
- Pierre de Ryckere
- Vicomte Charles Desmanet de Biesme
- Camille De Smet
- Eugène De Smet
- Joseph De Smet
- Louis Desmet
- Charles Destouvelles
- Pierre Destriveaux
- Laurent-François Dethier
- Paul Devaux
- Théodore Deville
- Baron de Vrière, n'a jamais siégé n'étant que suppléant
- Henri Dewandre
- Guillaume d'Hanens
- Antoine Dhanis
- François Domis
- Pascal Dreze
- Ferdinand du Bois
- François du Bus
- Guillaume Dumont
- Comte Dieudonné du Val de Beaulieu
- François d'Elhoungne
- Isidore Fallon
- Théophile Fallon
- Louis Fendius
- Jacques Fleussu
- Abbé Léon de Foere
- Joseph Forgeur
- Emmanuel François
- Eugène Fransman
- Jules Frison
- Nicolas Gelders
- Jean-Baptiste Gendebien
- Jean-François Gendebien
- Alexandre Gendebien
- Étienne de Gerlache
- Louis Geudens
- Jean Ghisbert de Leeuw
- Ferdinand Goethals
- Jean Goethals
- Pacifique Goffint
- Robert Helias d'Huddeghem
- Clément de Hemptinne
- Jean-François Hennequin
- Ignace Henry
- Édouard d'Huart
- Philippe Huysman d'Annecroix
- Louis Jacobs
- Théodore Jacques
- Joseph Jamine
- Augustin Janssens
- Jean-Baptiste Joos
- Lucien Jottrand
- Jean-Baptiste Kockaert
- Chevalier Justin de Labbeville
- François Lardinois
- Joseph Lebeau
- Louis Le Bègue
- Charles-Théodore Le Bon
- Mathieu Leclercq
- Charles Le Coq
- Albert Lefebvre
- Gérard Le Grelle
- Charles Le Hon
- François Le Hon
- François Lesaffre
- Baron Auguste de Leuze
- Baron Pierre de Liedel de Well
- Charles Liedts
- Jean Maclagan
- Guillaume Marcq
- Jean-Bernard Marlet
- Jacques de Martigny
- Hubert Masbourg
- Comte Ferdinand de Meeûs
- Maximilien de Melin
- Comte Félix de Mérode
- Comte Werner de Merode
- Pierre Morel-Danheel
- Léon Mulle
- Gérard Nagelmackers
- Gustave Nalinne
- Albert Nopener
- Jean-Baptiste Nothomb
- Théodore Olislagers de Sipernau
- Jean-Baptiste d'Omalius
- Léonard Ooms
- Henri Orban
- Alexandre d'Oreye
- Baron Jean Osy
- Comte Émile d'Oultremont
- Antoine Peemans
- Pierre-Égide Peeters
- Baron Jean de Pelichy
- Jean-Baptiste Petens
- Alexandre Picquet
- Jean Pirmez
- François Pirson
- Jean-Baptiste Pollin
- Florimond de Quarre
- Jean-Joseph Raikem
- Comte Clément de Renesse
- Comte François de Robiano
- Alexandre Rodenbach
- Constantin Rodenbach
- Marquis Charles de Rodes
- Marquis François Rodriguez d'Evora y Vega
- Olivier Roels
- Jean-Baptiste Roeser
- Charles Rogier
- Léonard Rosseeuw
- Édouard de Rouillé
- Nicolas Rouppe
- Étienne de Sauvage
- Louis de Schiervel
- Louis de Sebille
- Baron François de Sécus
- Baron Frédéric de Sécus
- Michel-Laurent de Sélys Longchamps
- Pierre Seron
- Jean-Baptiste Serruys
- Mathias Simons
- Ferdinand Speelman
- Baron Goswin de Stassart
- Baron François de Stockem
- Félix Struye
- Baron Érasme Surlet de Chokier
- Charles Surmont de Volsberghe
- Pierre Teuwens
- Chevalier Barthélémy de Theux de Meylandt
- Jean Thienpont
- Lambert Thonus
- Jean-Baptiste Thorn
- Rutger de Tiecken
- Marquis Georges de Trazegnies
- Pierre Trentesaux
- Constant Van Crombrugghe
- Jean-Baptiste van de Kerchove
- Baron François Van den Broucke de Terbecq
- Henri Van den Hove
- Michel Van der Belen
- Pierre Vander Linden
- Baron Joseph van der Linden d'Hooghvorst
- Liévin Van der Looy
- Sylvain Van de Weyer
- Léonard Van Dorpe
- Eugène Van Hoobrouck de Mooreghem
- Henri Van Innis
- Pierre Van Meenen
- François Van Snick
- Baron Joseph Van Volden de Lombeke
- David Verbeke
- Henri Vercruysse-Bruneel
- Désiré Verduyn
- Jean Vergauwen
- Baron Jean Verseyden de Varick
- Pierre-Antoine Verwilghen
- Vicomte Charles Vilain XIIII
- Vicomte Charles Hippolyte Vilain XIIII
- Comte Philippe Vilain XIIII
- Guillaume de Viron
- Comte Gustave Visart de Bocarmé
- Baron Louis de Waha
- Jacques Wallaert
- Constantin Wannaar
- Nicolas Watlet
- Joseph Werbrouck
- Baron Alphonse de Woelmont
- Paul Wyvekens
- Marquis Théodore d'Yve de Bavay
- Charles Zoude
- Léopold Zoude

## Liste des membres du Congrès national par arrondissement

### Province d'Anvers (19 membres)
Arrondissement d'Anvers (9 membres)
1. Jean-Baptiste Claes, avocat
2. Albert Cogels, banquier
3. Henri Cogels, commerçant
4. Antoine Dhanis van Cannart, banquier
5. Ferdinand du Bois, propriétaire
6. Louis Jacobs, avocat
7. Gérard Le Grelle, banquier
8. Baron Jean Osy, banquier
9. Joseph Werbrouck-Pieters, commerçant

Arrondissement de Malines (5 membres)
1. Chevalier Philippe-Joseph Boucquéau de Villeraie, ecclésiastique
2. Jacques Bosmans, brasseur
3. Comte François de Robiano, propriétaire
4. François Domis, propriétaire
5. Jean-Baptiste Joos, commerçant

Arrondissement de Turnhout (5 membres)
1. Pierre-Jean Denef, commerçant
2. Louis Geudens, magistrat
3. Karel Theodoor Le Bon, pharmacien
4. Léonard Ooms, avocat
5. Pierre-Egide Peeters, notaire

### Province du Brabant (38 membres)
Arrondissement de Bruxelles (18 membres)
1. Jean Barbanson, avocat
2. Antoine Barthélémy, avocat
3. Baron François Joseph Beyts, avocat
4. Comte Ferdinand Cornet de Grez, propriétaire
5. Comte Philippe d'Arschot Schoonhoven, propriétaire
6. Comte Antoine de Celles, propriétaire
7. Guillaume de Viron, propriétaire
8. Philippe Huysman d'Annecroix, propriétaire
9. Lucien Jottrand, avocat
10. Jean-Baptiste Kockaert, advocat
11. Albert Lefebvre, magistrat
12. Guillaume Marcq, propriétaire
13. Ferdinand Meeûs, banquier
14. Nicolas Rouppe, avocat
15. Sylvain Van de Weyer, avocat
16. Baron Joseph van der Linden d'Hooghvorst, propriétaire
17. Baron Joseph van Volden de Lombeke, propriétaire
18. Baron Jean-Jacques Verseyden de Varick, propriétaire

Arrondissement de Louvain (11 membres)
1. Pierre Claes, avocat
2. Philippe Corten, ecclésiastique
3. Antoine-François d'Elhoungne, avocat
4. Jean de Neeff, rentier
5. Louis de Swert, banquier
6. Antoine Peemans, commerçant
7. Jean-Baptiste Pettens, avocat
8. Henri van den Hove, propriétaire
9. Michel van der Belen, magistrat
10. Pierre Van Meenen, avocat
11. Pierre Vander Linden, ecclésiastique

Arrondissement de Nivelles (9 membres)
1. Pierre Baugniet, propriétaire
2. Theodore Berthels, médecin
3. Jean-Baptiste Cols, avocat
4. Comte Joseph de Baillet, propriétaire
5. Clément de Hemptinne, notaire
6. Maximilien de Mélin, fonctionnaire
7. Théodore Devillé, propriétaire
8. Albert Nopener, magistrat
9. Paul Wyvekens, avocat

### Province de la Flandre-Occidentale (32 membres)
Arrondissement de Bruges (5 membres)
1. Charles Coppieters-Stochove, magistrat
2. Léon de Foere, ecclésiastique
3. Félix De Mûelenaere, magistrat
4. Baron Jean de Pelichy van Huerne, propriétaire
5. Paul Devaux, avocat

Baron de Vrière, suppléant
Arrondissement de Dixmude (2 membres)
1. Victor Buylaert, médecin, commerçant
2. Pierre Morel-Danheel, commerçant

Arrondissement d'Ypres (5 membres)
1. François de Coninck, magistrat
2. François de Langhe, propriétaire
3. Léon Mulle, avocat
4. Jean-Baptiste Pollin, ecclésiastique
5. Félix Struye-Provoost, commerçant

Arrondissement de Courtrai (10 membres)
1. Félix Bethune, commerçant
2. Adolphe Bischoff, commerçant
3. Joseph Buyse, commerçant
4. Ferdinand Goethals, commerçant
5. Jean Goethals, commerçant
6. François Lesaffre, propriétaire
7. Léonard Rosseeuw, avocat
8. Léonard Van Dorpe, commerçant
9. Pierre Verbeke, ecclésiastique
10. Henri Vercruysse-Bruneel, commerçant

Arrondissement d'Ostende (2 membres)
1. Jean MacLagan, brasseur
2. Jean-Baptiste Serruys, avocat

Arrondissement de Roulers (3 membres)
1. Désiré de Haerne, ecclésiastique
2. Alexandre Rodenbach, industriel
3. Constantin Rodenbach, médecin

Arrondissement de Tielt (3 membres)
1. Charles-Joseph de Roo, avocat
2. Jacques Wallaert, ecclésiastique
3. Vicomte Auguste de Jonghe d'Ardoye, propriétaire

Arrondissement de Furnes (2 membres)
1. Edmond de Man, propriétaire
2. Olivier Roels, avocat

### Province de la Flandre-Orientale (38 membres)
Arrondissement d'Alost (6 membres)
1. Louis Delwarde, avocat
2. Antoine de Meer de Moorsel, propriétaire
3. Eugène Fransman, avocat
4. Constant Van Crombrugghe, ecclésiastique
5. Liévin Van der Looy, avoué
6. Eugène De Smet, magistrat

Arrondissement de Termonde (4 membres)
1. Pierre-Adrien Blomme, avocat
2. Joseph de Decker, commerçant
3. Baron François van den Broucke de Terbecq, propriétaire
4. Vicomte Hippolyte Vilain XIIII, propriétaire

Arrondissement d'Eeklo (2 membres)
1. Joseph-Olivier Andries, ecclésiastique
2. Louis Le Bègue, avocat

Arrondissement de Gand (13 membres)
1. Charles Coppens, officier
2. Louis Coppens, fonctionnaire
3. Gustave de Jonghe, propriétaire
4. Marquis Charles de Rodes, propriétaire
5. Pierre de Ryckere, avocat
6. Joseph-Jean De Smet, ecclésiastique
7. Josse Delehaye, avocat
8. Robert Helias d'Huddeghem, magistrat
9. Ferdinand Speelman-Rooman, commerçant
10. Charles Surmont de Volsberghe, ingénieur
11. Henri Van Innis, propriétaire
12. Jean Vergauwen-Goethals, commerçant
13. Constantin Wannaar, avocat

Arrondissement d'Oudenaarde (5 membres)
1. Louis Beaucarné, fonctionnaire
2. Camille De Smet, commerçant
3. Charles Liedts, avocat
4. Jean Thienpont, magistrat
5. Eugène van Hoobrouck de Mooreghem, propriétaire

Arrondissement de Saint-Nicolas (8 membres)
1. Charles Annez de Zillebeke, propriétaire
2. Charles de Bergeyck, fonctionnaire
3. Guillaume d'Hanens-Peers, avocat
4. Augustin Janssens, médecin
5. Jean-Baptiste van de Kerchove, ecclésiastique
6. Désiré Verduyn, ecclésiastique
7. Pierre-Antoine Verwilghen, commerçant
8. Burggraaf Philippe Vilain XIIII, propriétaire

### Province de Hainaut (34 membres)
Arrondissement d'Ath (5 membres)
1. Leopold Bredart, fonctionnaire
2. Édouard de Rouillé, propriétaire
3. Baron Frédéric de Sécus, propriétaire
4. Eugène Defacqz, magistrat
5. François Van Snick, avocat

Arrondissement de Charleroi (6 membres)
1. Marquis Georges de Trazegnies, propriétaire
2. Guillaume Dumont, industriel
3. Jules Frison, avocat
4. Jean-Baptiste Gendebien, officier
5. Gustave Nalinne, avocat
6. Jean Pirmez, propriétaire

Arrondissement de Mons (8 membres)
1. Charles Blargnies, avocat
2. Emmanuel Claus, avocat
3. Vicomte Philippe de Bousies, propriétaire
4. Baron François de Sécus, propriétaire
5. Comte Dieudonné du Val de Beaulieu, propriétaire
6. Alexandre Gendebien, avocat
7. Pacifique Goffint, avocat
8. Alexandre Picquet, avocat

Arrondissement de Soignies (5 membres)
1. Comte Werner de Merode, propriétaire
2. Marquis Théodore d'Yve de Bavay, propriétaire
3. Jean-François Gendebien, avocat
4. Marquis François Rodriguez d'Evora y Vega, propriétaire
5. Comte Gustave Visart de Bocarmé, propriétaire

Arrondissement de Thuin (3 membres)
1. Vicomte Charles de Bousies de Rouveroy, propriétaire
2. Baron Auguste de Leuze, propriétaire
3. Louis de Sebille, avocat

arrondissement Tournai (7 membres)
1. Lactance Allard, avocat
2. Emmanuel Cauvin, commerçant
3. François du Bus, avocat
4. Charles Le Cocq, commerçant
5. Comte Charles Le Hon, avocat
6. François Le Hon, notaire
7. Pierre Trentesaux, magistrat

### Province du Limbourg (19 membres)
Arrondissement de Maastricht (8 membres)
1. Nicolas-Joseph Cruts, magistrat
2. Comte Jean-Baptiste d'Ansembourg, propriétaire
3. Comte Félix de Mérode, propriétaire
4. Comte Clément de Renesse-Breidbach, propriétaire
5. Rutger de Tiecken de Terhove, propriétaire
6. Charles Destouvelles, avocat
7. Jean-François Hennequin, propriétaire
8. Vicomte Charles-Ghislain Vilain XIIII, propriétaire

Arrondissement de Ruremonde (5 membres)
1. Henri de Brouckère, magistrat
2. Baron Pierre de Liedel de Well, propriétaire
3. Baron Louis de Schiervel, propriétaire
4. Nicolas Gelders, propriétaire
5. Théodore Olislagers de Sipernau, propriétaire

Arrondissement de Hasselt (6 membres)
1. Charles de Brouckère, fonctionnaire
2. Chevalier Barthélémy de Theux de Meylandt, propriétaire
3. Baron Alphonse de Woelmont d'Opleeuw, propriétaire
4. Joseph Laurent Jaminé, avocat
5. Baron Erasme Louis Surlet de Chokier, propriétaire
6. Pierre Teuwens, industriel

### Province de Liège (27 membres)
arrondissement de Liège (15 membres)
1. Nicolas de Behr, magistrat
2. Etienne-Constantin de Gerlache, avocat
3. Étienne de Sauvage, avocat
4. Baron François de Stockem-Mean, propriétaire
5. Pierre Destriveaux, fonctionnaire
6. Baron Joseph-Louis de Waha, propriétaire
7. Henri Dewandre, avocat
8. Jean-Baptiste d'Omalius-Thierry, propriétaire
9. Alexandre d'Oreye, magistrat
10. Comte Émile d'Oultremont, propriétaire
11. Mathieu Leclercq, magistrat
12. Gérard Nagelmackers, banquier
13. Henri Orban-Rossius, industriel
14. Jean-Joseph Raikem, avocat
15. Charles Rogier, avocat

Arrondissement de Verviers (6 membres)
1. Jean-François Collet, rentier
2. Pierre David, industriel
3. Gilles Davignon, commerçant
4. Laurent Dethier, avocat
5. Pascal Drèze, magistrat
6. François Lardinois, industriel

Arrondissement de Waremme (3 membres)
1. Hyacinthe Cartuyvels, avocat
2. Michel-Laurent de Sélys Longchamps, propriétaire
3. Jacques Fleussu, avocat

Arrondissement de Huy (3 membres)
1. Joseph Forgeur, avocat
2. Joseph Lebeau, avocat
3. Jean Ghisbert de Leeuw, propriétaire

### Province du Luxembourg (18 membres)
Arrondissement d'Arlon (2 membres)
1. Nicolas Berger, magistrat
2. Jean-Baptiste Nothomb, avocat

Arrondissement de Bastogne (1 membre)
1. Hubert Masbourg, avocat

Arrondissement de Diekirch (2 membres)
1. Mathias Simons, avocat
2. Nicolas Watlet, avocat

Arrondissement de Grevenmacher (2 membres)
1. Pierre Dams, magistrat
2. Jacques D'Martigny,

Arrondissement de Luxembourg (4 membres)
1. André Biver, médecin
2. Louis Fendius, avocat
3. Jean-Baptiste Roeser, banquier
4. Jean-Baptiste Thorn, avocat

Arrondissement de Marche (3 membres)
1. Henri Dayeneux, régisseur
2. Théodore Jacques, fonctionnaire
3. Lambert Thonus, industriel

Arrondissement de Neufchâteau (2 membres)
1. Jean-Bernard Marlet, propriétaire
2. Léopold Zoude, industriel

Arrondissement de Virton (2 membres)
1. Emmanuel François, avocat
2. Baron Edouard d'Huart, fonctionnaire

### Province de Namur (13 membres)
Arrondissement de Namur (8 membres)
1. Jean-Baptiste Brabant, avocat
2. Chevalier Justin de Labbeville, propriétaire
3. Florimond de Quarre, propriétaire
4. Vicomte Pierre-Charles Desmanet de Biesme, propriétaire
5. Baron Goswin de Stassart, propriétaire
6. Charles Zoude, avocat
7. Théophile Fallon, propriétaire
8. Isidore Fallon, avocat

Arrondissement de Philippeville (2 membres)
1. Alexandre de Robaulx, avocat
2. Pierre Seron, fonctionnaire

Arrondissement de Dinant (3 membres)
1. Feuillen de Coppin de Falaën, propriétaire
2. Ignace Henry, avocat
3. François Pirson, propriétaire

## Littérature
- Adolphe Bartels, Les Flandres et la révolution belge, Bruxelles, 1834.
- Emile Huytens, Discussions du Congrès national de Belgique, 1830-1831, Bruxelles, 1844.
- Théodore Juste, Le Congrès National, 2 vol., Bruxelles, 1880.
- Léon du Bus de Warnaffe, Le Congrès national d'après la correspondance de François-Louis du Bus, membre dudit Congrès, Revue Générale, 1904.
- Léon de Bethune, L'élection du premier roi des Belges par le Congrès national, Bruxelles, 1905.
- Louis de Lichtervelde, Le Congrès National de 1830. Études et portraits. Bruxelles, 1922.
- Léon du Bus de Warnaffe & Carl Beyaert, Le Congrès National. Biographies des membres du Congrès National et du Gouvernement provisoire, Bruxelles, 1930.
- (nl) Theo Luyckx, Politieke Geschiedenis van België van 1789 tot heden, Brussel, 1964.
- (nl) Michel Magits, De Volksraad en de opstelling van de Belgische Grondwet van 7 februari 1831. Een bijdrage tot de wordingssgeschiedenis van de Belgische konstitutie, doctoraatsthesis VUB, 1977.
- Les descendants des membres du Congrès National de Belgique, Bruxelles, 1980.
- (nl) Luc François, « Intellectuele en revolutionaire bedrijvigheid: een elitewijziging? Casus: de Oostvlaamse advocaten van 1830 », Revue belge d'histoire contemporaine, 1981, pp. 535-579.
- (nl) Michel Magits, « De socio-politieke samenstelling van de Volksraad (10 november 1830 - 21 juli 1831) », Revue belge d'histoire contemporaine, 1981, pp. 581-608.
- John Gilissen, « Le caractère collégial des premières formes de gouvernement et d'administration de l'État Belge (1830-1831) », Revue belge d'histoire contemporaine, 1981, pp. 609-639.
- (nl) Els Witte, Jan Craeybeckx & Alain Meynen, Politieke Geschiedenis van België van 1830 tot heden, Standaard Uitgeverij, Brussel, 1981.
- Philippe Rahxon, « Mémoire de la Révolution française de 1789 et Congrès national belge (1830-31) », Revue belge d'histoire contemporaine, 1996,1-2, pp. 33-83.
- (en) Annelien de Dijn, A pragmatic conservatism. Montesquieu and the framing of the Belgian constitution (1830–1831), Katholieke Universiteit Leuven, Departement Moderne Geschiedenis, Leuven, 2002.
- Laurent Hart auteur de la Grande médaille